# Idaea elata
Idaea elata là một loài bướm đêm trong họ Geometridae.